# Tom Palmer
Tom Palmer   (Nova York, 13 de juliol de 1941 - Oakland, 18 d'agost de 2022) va ser un artista de còmics estatunidenc principalment conegut per la seva feina com a entintador a Marvel Comics.

## Biografia
Encara que Tom Palmer va fer una petita quantitat de treball a llapis (així com art de la coberta i alguns colorista), la gran majoria de la seva producció artística des dels anys 1960 va ser com a entintador de còmic. Rememorant com va arribar a ser entintador, Palmer va explicar:
| « | (anglès) I walk in the door and pencil [an] issue of Doctor Strange - first job I ever penciled. At the time, I thought I did a good job, but really it was a stinker. It wasn't up to par. I went back two weeks later to get the next issue, and they said, "No, we're getting someone else to pencil it; would you like to ink it?" I said "Sure!" I'd never inked anything before! But to this day, if someone asks, "Can you handle this new assignment?" I'll say "Sure!" I may not know how to tackle that specific assignment today, but by tomorrow or next week I will. | (català) Entro per la porta i dibuixo a llapis un número de Doctor Strange - el primer treball on dibuixava a llapis. En aquell moment, pensava que havia fet una bona feina, però realment era una porqueria. No estava a l'alçada. Vaig tornar dues setmanes més tard per obtenir el següent número i em van dir: "No, tenim algú altre per dibuixar-lo; voldries entintar-lo?" Vaig dir "És clar!" Mai abans havia entintat res! Però fins avui, si algú pregunta: "Pots gestionar aquesta nova tasca?" Diré "És clar!" Potser no sé com afrontar aquesta tasca específica avui, però sí demà o la setmana que ve | » |

Especialment destacable és l'extensa obra de Palmer per a Marvel Comics, incloent etapes ben recordades combinades amb els llapis Neal Adams a les sèries The Avengers i Uncanny X-Men; de Gene Colan, en títols com Doctor Strange, Daredevil i Tomb of Dracula; i a John Buscema, a The Avengers. També va entintar tota la sèrie de X-Men: The Hidden Years de John Byrne.
Palmer va ser àmpliament considerat com l'entintador definitiu de Gene Colan, qui utilitzava unes textures grises que feien que els seus llapis fossin notòriament difícils d'entintar de manera que els fes justícia. Colan va afirmar que els editors mai no van respondre a les seves sol·licituds per aparellar-se amb un entintador específic. Palmer va raonar que: "Crec que la forma en què treballàvem tots dos al negoci, teníem un títol per treure cada mes, factures a pagar i, d'alguna manera, ens trobàvem com equip. Podríem haver estat oblidats i ignorats i avui no estaríem asseguts aquí. Però d'alguna manera, crec, els fans ens han portat a aquest punt de reconeixement".
L'estil entintador detallat i il·lustratiu de Palmer recorda les antigues tires de còmics diàries com Steve Canyon i Tarzan, i ha influït en generacions posteriors d'entintadors com Klaus Janson, Josef Rubinstein i Bob McLeod.
El fill de Palmer, Tom Palmer Jr., és un professional del còmic que tenia una columna de llarga durada, Palmer’s Picks, a la ja desapareguda revista Wizard: The Price Guide to Comics i també va ser editor de DC Comics.

## Premis
A més dels premis que s'indiquen a continuació, Palmer també va ser nomenat el número 3 com entintador de còmics americans per Atlas Comics.
- Premi Alley del 1969
- Premi Comic Fan Art del 1975 "Favorite Inker" (entintador preferit)[6]
- Premi Inkwell 2008
- "Finisher/Embellisher favorit" (finalitzador/embellidor preferit) Premi Inkwell 2014 "Saló de la Fama Joe Sinnott"